# Песма Цуји
„Песма Цуји” је југословенски кратки ТВ филм из 1979. године. Режирао га је Арсеније Јовановић а сценарио је написао Скендер Куленовић.

## Улоге
| Глумац                | Улога |
| --------------------- | ----- |
| Михаило Миша Јанкетић |       |